# Crupies
Crupies  là một xã thuộc tỉnh Drôme, vùng Auvergne-Rhône-Alpes, đông nam nước Pháp. Xã nằm ở khu vực có độ cao từ 429 đến 1088 m trên mực nước biển.